# Anna Menghi
Anna Menghi (Macerata, 26 giugno 1962) è una politica italiana, sindaca di Macerata dal 1997 al 1999.

## Biografia
Nata a Macerata, nel quartiere Pace, il 26 giugno 1962 e secondogenita di Luciano e Teresa, a sei mesi contrae la poliomelite a seguito della somministrazione del vaccino antipolio, che le lascerà poi segni al lato sinistro del suo corpo. Nonostante la malattia del padre, un'encefalite contratta a causa di una parotite e l'iperprotettività famigliare, invece di iscriversi iscriversi al liceo si diploma all'Istituto tecnico commerciale come la sorella maggiore, Rita, per poi laurearsi nel 1988 in giurisprudenza presso l'Università degli Studi di Macerata, anziché scegliere gli studi in medicina che sognava, vista la frequentazione degli ambienti ospedalieri a causa della malattia e della gentilezza trovata nel personale. Nel 1992 ottiene l'abilitazione forense. Nel 1990 diventa dipendente, tramite concorso pubblico, dell'ufficio legale dell'Azienda Sanitaria Locale (ASL) e poi al servizio formazione dell'ASUR.
Già consigliera comunale della Democrazia Cristiana a Macerata fino ai primi anni Novanta, nel 1997 è la candidata unitaria del centrodestra a sindaco di Macerata: vince le elezioni al primo turno con il 54,5%. Rimane in carica fino al luglio 1999, quando il comune viene commissariato.
Alle successive elezioni comunali del 2000 è ricandidata a sindaca per due liste civiche indipendenti, ottenendo il 18,5% dei voti e venendo eletta consigliera comunale di opposizione. Si conferma nella carica anche dopo le elezioni del 2005, del 2010 e del 2015.
Nel 2020 è eletta consigliera regionale delle Marche con la Lega per Salvini Premier cui aderisce.
In vista delle regionali nelle Marche del 2025, l'1º agosto conferma la sua ricandidatura come consigliera regionale, poco prima di essere colpita da un malore in Piazza Mazzini a Macerata durante un gazebo della Lega, dov'era presente anche il segretario Matteo Salvini.